# Pieno formato (cinema)
Nella cinematografia, con pieno formato (o full frame in inglese) ci si riferisce all'uso dell'intero spazio della pellicola, alla massima larghezza e altezza del fotogramma, per le cineprese con pellicola da 35 mm.
Il formato 35 mm è la dimensione di pellicola introdotta da William Kennedy Laurie Dickson e Thomas Edison nel 1892, utilizzata per la prima volta nel cortometraggio Blacksmith Scene.
Il full frame viene generalmente utilizzato dalle pellicole a 4 perf, sia mute che 35 standard e Super 35.